# Skatetjärnen, Dalsland
Skatetjärnen är en sjö i Dals-Eds kommun i Dalsland och ingår i Enningdalsälvens huvudavrinningsområde. Skatetjärn ligger i Trestickla-Boksjön Natura 2000-område.